# لاسکا (استان پومرانی غربی)
لاسکا (به لاتین: Laska) یک روستا در لهستان است که در گمینا وولین واقع شده‌است. لاسکا ۱۸۰ نفر جمعیت دارد.